# Marcos Landa
Marcos Landa (San Carlos, Departamento de Maldonado; 23 de septiembre de 2001) es un piloto uruguayo de automovilismo. Iniciado en el ámbito del karting de su país, disciplina en la que conquistó tres títulos, debutó profesionalmente en la categoría argentina de monoplazas Fórmula Metropolitana, especialidad de la que se consagró campeón en el año 2018 y convirtiéndose en el primer piloto extranjero en consagrarse en dicha categoría.
Su incipiente trayectoria en el automovilismo continuó en el año 2019, donde tras obtener el título de la Fórmula Metropolitana, obtuvo el ascenso a la categoría de turismos TC Mouras, donde debutó al comando de un Torino Cherokee del equipo AA Racing Team. Tras haber disputado las primeras dos fechas del campeonato, a partir de la tercera fecha resolvió cambiar de equipo, pasando a competir con una unidad similar, dentro del Trotta Racing Team. Finalmente, a fin de temporada consiguió proclamarse campeón, instalando un nuevo hito en la historia de la ACTC, al convertirse en el primer extranjero en proclamarse campeón, dentro de una divisional de este organismo.
Entre sus relaciones personales, su abuelo Juan Manuel Landa fue piloto de Turismo Carretera, habiendo competido entre las décadas de 1980 y 1990, logrando ser subcampeón de la especialidad en el año 1992.

## Carrera deportiva
Nacido en la localidad de San Carlos de Maldonado en la República Oriental del Uruguay, pero miembro de una familia argentina de la cual su abuelo Juan Manuel supo ser subcampeón de Turismo Carretera, la vida de Marcos Landa también estuvo ligada a la actividad automovilística desde muy temprana edad, al debutar en categorías de karting de su país natal, conquistando en los años 2010, 2013 y 2014 los campeonatos nacionales de las categorías Cadete y Junior, como así también el subcampeonato sudamericano de la categoría Junior. Tras su paso por el karting, en el año 2017 llegó su estreno a nivel profesional e internacional, al debutar en la categoría argentina de monoplazas Fórmula Metropolitana, donde obtuvo su primera victoria el 17 de diciembre de 2017 en el Autódromo Roberto Mouras de La Plata. En el año 2018, continuó su carrera en la Fórmula Metropolitana, conquistando el título tras haber obtenido 5 triunfos, lo que lo convirtió en el primer piloto extranjero en consagrarse dentro de esta categoría argentina.
La obtención de este título, le permitió ser acreedor de una plaza para competir en TC Mouras, divisional de la Asociación Corredores de Turismo Carretera en la que debutó al comando de un Torino Cherokee del equipo AA Racing Team. Sin embargo, tras haber disputado las primeras dos fechas, a partir de la competencia siguiente pasó a competir dentro de la estructura Trotta Racing Team. Bajo el ala de esta última escudería, Landa obtuvo su primera victoria el 30 de junio de 2019 en el Autódromo Roberto Mouras. En el transcurso de la temporada, conquistó tres triunfos más, los cuales le permitieron finalmente proclamarse campeón de TC Mouras, logrando además convertirse en el primer piloto extranjero en proclamarse campeón dentro de una divisional de ACTC. La obtención de este título, le permitió finalmente ser acreedor del consecuente ascenso al TC Pista, con opción a ascender con posterioridad al Turismo Carretera.
Esto sucedió en 2021, cuando Landa llegó al TC de la mano del Renault Sport Torino Team, luego llamado Trotta Racing Team.

## Resumen de carrera
| Temporada | Categoría                  | Equipo                     | Automóvil        | Pos. |
| --------- | -------------------------- | -------------------------- | ---------------- | ---- |
| 2017      | Fórmula Metropolitana      | Scudería Ramini            | Crespi-Renault   | 9.º  |
| 2018      | Fórmula Metropolitana      | AA Racing Team             | Crespi-Renault   | 1.º  |
| 2019      | TC Mouras                  | AA Racing Team             | Torino Cherokee  | 1.º  |
| 2020      | TC Pista                   | Trotta Competición         | Torino Cherokee  | 15.º |
| 2021      | Turismo Carretera          | Renault Sport Torino Team  | Torino Cherokee  | 8.º  |
| 2022      | Turismo Carretera          | Trotta Racing Team         | Torino Cherokee  | 16.º |
| 2022      | TC Pick Up                 | Christian Dose Competición | Chevrolet S10    | 64.º |
| 2022      | Turismo Nacional - Clase 3 | Dole Racing                | Toyota Corolla   | -    |
| 2023      | Turismo Carretera          | Trotta Racing Team         | Torino Cherokee  | 7.º  |
| 2024      | Turismo Carretera          | Trotta Racing Team         | Torino Cherokee  | 10°  |
| 2025      | Turismo Carretera          | Pradecon Racing            | Chevrolet Camaro | -    |
| Fuente:   |                            |                            |                  |      |

## Resultados

### Formula Metropolitana
| Año            | Año            | Fechas | Fechas | Fechas | Fechas | Fechas | Fechas | Fechas | Fechas | Fechas | Fechas | Fechas | Fechas | Fechas | Fechas | Fechas | Fechas | Fechas | Fechas | Fechas | Fechas | Fechas | Fechas | Fechas | Fechas | Posición final |
| 2018           | 2018           | Fechas | Fechas | Fechas | Fechas | Fechas | Fechas | Fechas | Fechas | Fechas | Fechas | Fechas | Fechas | Fechas | Fechas | Fechas | Fechas | Fechas | Fechas | Fechas | Fechas | Fechas | Fechas | Fechas | Fechas | Posición final |
| Equipo         | Automóvil      | 01     | 01     | 02     | 02     | 03     | 03     | 04     | 04     | 05     | 05     | 06     | 06     | 07     | 07     | 08     | 08     | 09     | 09     | 10     | 10     | 11     | 11     | 12     | 12     | Posición final |
| -------------- | -------------- | ------ | ------ | ------ | ------ | ------ | ------ | ------ | ------ | ------ | ------ | ------ | ------ | ------ | ------ | ------ | ------ | ------ | ------ | ------ | ------ | ------ | ------ | ------ | ------ | -------------- |
| AA Racing Team | Crespi-Renault | 8.º    | 7.º    | 3.º    | 1.º    | 1.º    | Ret    | 1.º    | 1.º    | 5.º    | 5.º    | 1.º    | 5.º    | 7.º    | 6.º    | 4.º    | 5.º    | 4.º    | 5.º    | 2.º    | 3.º    | 2.º    | 2.º    | 6.º    | 2.º    | 1.º            |

### TC Mouras
| Año                | Año             | Fechas | Fechas | Fechas | Fechas | Fechas | Fechas | Fechas | Fechas | Fechas | Fechas | Fechas | Fechas | Fechas | Fechas | Fechas | Fechas | Posición final      |
| 2019               | 2019            | Fechas | Fechas | Fechas | Fechas | Fechas | Fechas | Fechas | Fechas | Fechas | Fechas | Fechas | Fechas | Fechas | Fechas | Fechas | Fechas | Posición final      |
| Equipo             | Automóvil       | 01     | 02     | 03     | 04     | 05     | 06     | 07     | 08     | 09     | 10     | 11     | 12     | 13     | 14     | 15     | 16     | Posición final      |
| ------------------ | --------------- | ------ | ------ | ------ | ------ | ------ | ------ | ------ | ------ | ------ | ------ | ------ | ------ | ------ | ------ | ------ | ------ | ------------------- |
| AA Racing Team     | Torino Cherokee | 26     | 14     | -      | -      | -      | -      | -      | -      | -      | -      | -      | -      | -      | -      | -      | -      | 1.º (765.50 puntos) |
| Trotta Racing Team | Torino Cherokee | -      | -      | 4º     | 4º     | 12     | 10     | 20     | 1.º    | 6.º    | 2.º    | 3.º    | 1.º    | 3.º    | 7.º    | 1.º    | 1.º    | 1.º (765.50 puntos) |

- [11]

## Palmarés
| Título  | Categoría                     | Automóvil       | Año  |
| ------- | ----------------------------- | --------------- | ---- |
| Campeón | Campeonato Cadetes de Karting | Karting         | 2010 |
| Campeón | Campeonato Junior de Karting  | Karting         | 2013 |
| Campeón | Campeonato Junior de Karting  | Karting         | 2014 |
| Campeón | Fórmula Metropolitana         | Crespi-Renault  | 2018 |
| Campeón | TC Mouras                     | Torino Cherokee | 2019 |

### Otros Títulos
| Título     | Categoría                          | Automóvil | Año  |
| ---------- | ---------------------------------- | --------- | ---- |
| Subcampeón | Campeonato Sudamericano de Karting | Karting   | 2014 |

### Reconocimientos
- 2013: FIA Americas Awards] (enlace roto disponible en Internet Archive; véase el historial, la primera versión y la última). en automovilismo.
- 2019: Reconocimiento otorgado por el Automóvil Club del Uruguay Archivado el 7 de noviembre de 2019 en Wayback Machine. como deportista destacado.